# 수프가니야
수프가니야(히브리어: סופגנייה)는 유대인의 도넛이다. 이스라엘 및 다른 곳의 유대인 공동체에서 하누카 때 먹는 명절 음식이다.

## 만들기
소로 잼을 넣어 잼 도넛으로 만들기도 하고, 커스터드 등을 넣어 만들기도 한다. 튀긴 다음에는 가루 설탕을 뿌려 마무리한다.

## 사진 갤러리

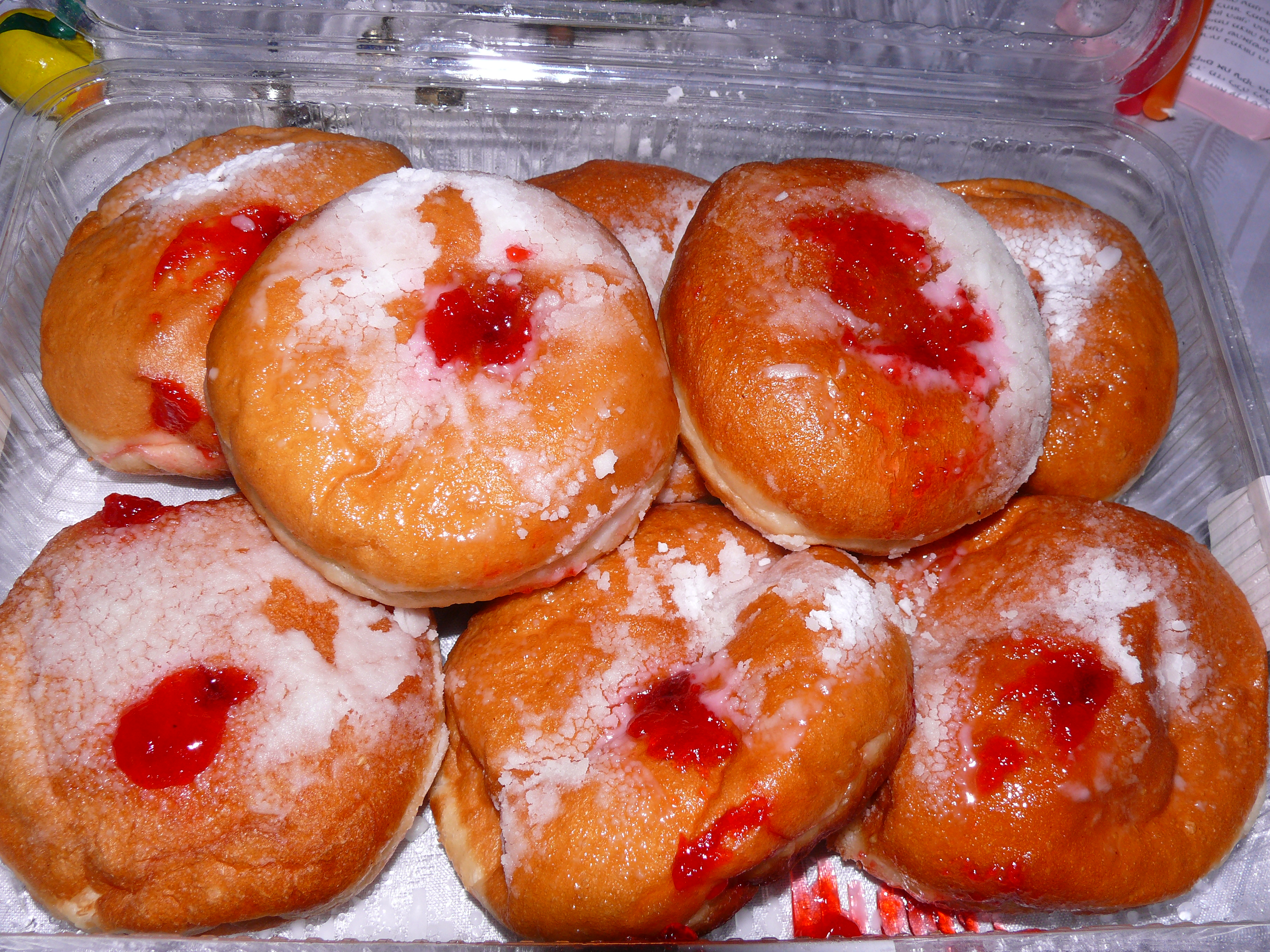
잼 수프가니야
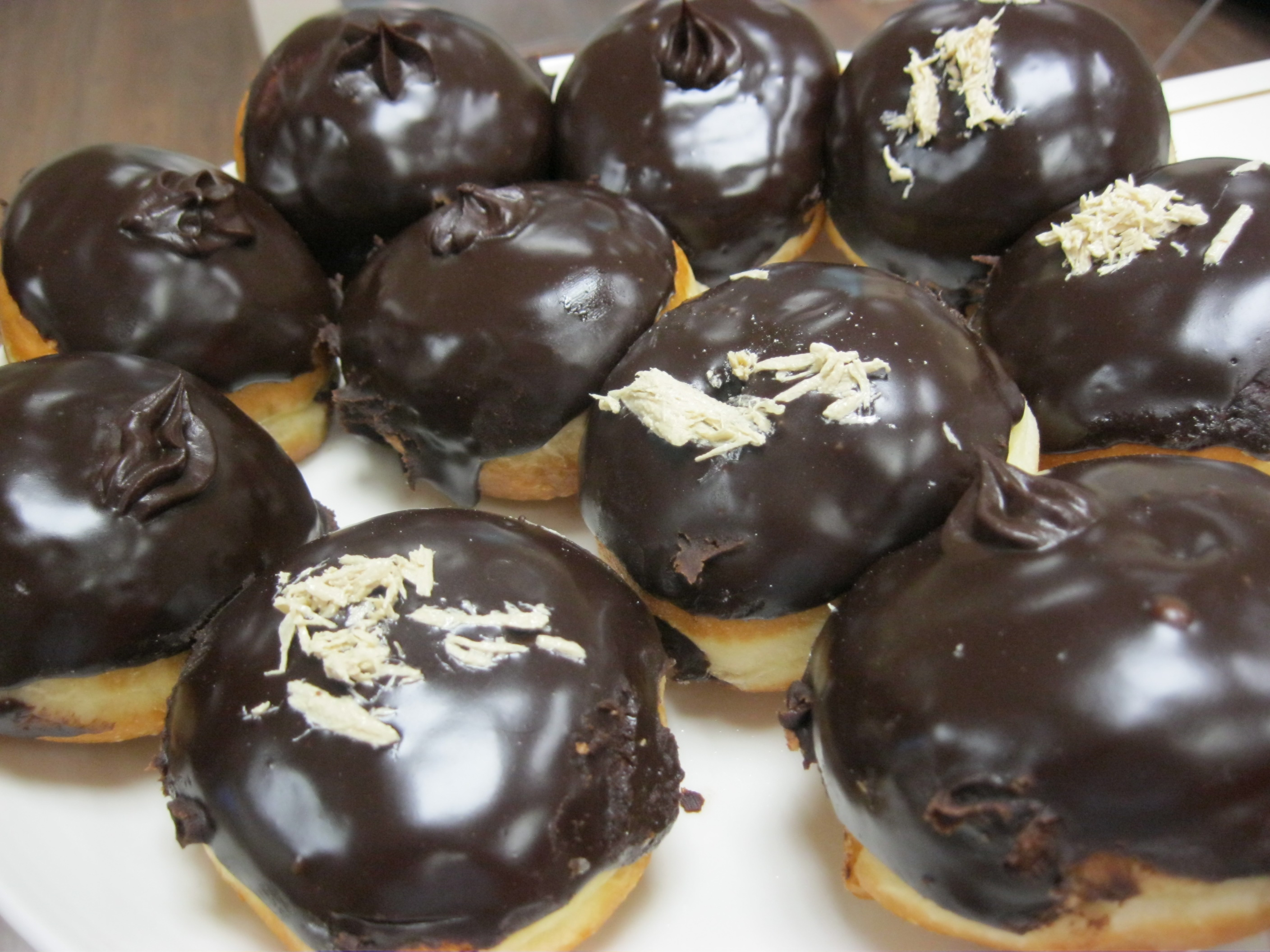
초콜릿 수프가니야

## 같이 보기
- 퐁체크